# Легальність (шахи)
Легальність — можливість виникнення початкової позиції шахової задачі або етюду після серії легальних (таких, що відповідають шаховим правилам) ходів, зроблених з початкового положення шахової партії. Легальність початкової позиції задачі або етюду є однією з основних формальних вимог шахової композиції.
Вимога легальності початковій позиції означає, що має існувати формальна серія ходів білих і чорних (доказова партія), яка веде до початкової позиції розглянутої задачі (етюду) з вихідного положення шахової партії. У початковій позиції задачі (етюду) не може використовуватись більше основного комплекту фігур. У доказовій партії допускаються перетворення пішаків обох сторін.
Легальність не вимагає відповідності ходів доказової партії шаховій теорії і будь-якої осмисленості цих ходів, вона має лише довести що початкова позиція задачі або етюду цілком могла виникнути при грі за правилами.
При дослідженні легальності початкової позиції може з'ясуватись, крім самої можливості виникнення необхідної позиції, яка зі сторін має чергу ходу, чи мають сторони право на рокіровку або взяття на проході. Ці знання необхідно використовувати для розв'язання.
Дослідження початкової позиції на легальність також здійснюють деякі жанри ретроаналізу.